# Дорога во Францию
«Доро́га во Фра́нцию», также  «Возвращение на родину» (фр. Le Chemin de France) — приключенческий роман французского писателя Жюля Верна, входящий в цикл «Необыкновенные путешествия». Написан в 1887 году.

## Публикации
Роман впервые был опубликован в газете «Le Temps» и выходил частями с 31 августа по 30 сентября 1887 года. Первое книжное издание романа, в которое также вошёл рассказ «Хиль Бралтар», увидело свет 3 октября 1887 года. Рассказ и роман также вошли в иллюстрированное издание (с 37 иллюстрациями Жоржа Ру), вышедшее 17 ноября 1887 года. Они же, вместе с романом «Вверх дном», составили 24 «сдвоенный» том «Необыкновенных путешествий», изданный 18 ноября 1889 года (некоторые его иллюстрации уже были цветными).
На русском языке произведение появилось в 1917 году в издательстве П.П. Сойкина. Также имеется современный перевод В. Исаковой.

## Сюжет
Книга разбита на 25 глав.
1792 год. Между Францией и Германией назревает война. Младший офицер Королевского Пикардийского полка Наталис Депьер берёт отпуск и отправляется в Германию, в небольшой городок Бельцинген, где живёт его сестра, которую он должен вывезти во Францию до начала военных действий.
В романе описаны события начала Войны первой коалиции 1792-1797 гг., военные действие между прусской и французской армиями на территории Франции.